# Тедди Свимс
Тедди Свимс (англ. Teddy Swims; настоящее имя Джейтен Коллин Димсдейл англ. Jaten Collin Dimsdale, род. 25 сентября 1992, Коньерс, округ Рокдейл, Джорджия, США) — американский музыкант, певец и автор песен, соединяющий в своём творчестве R&B, соул, блюз, кантри, хип-хоп и поп-музыку. «Творчество Свимса находится где-то между винтажным соулом, классическим роком и современной поп-балладой с небольшим оттенком кантри». Сингл 2023 года Lose Control возглавил Billboard Hot 100.

## Биография
Тедди Свимс родился и вырос в Коньерсе, штат Джорджия. С раннего возраста он слушал соул-музыку (Марвин Гэй, Стиви Уандер, Эл Грин), поклонником который был его отец, пастор-пятидесятник. Вся семья была поклонниками американского футбола, и ко второму году обучения в средней школе Тедди Свимс уже десять лет играл в футбол. Тогда же школьный преподаватель предложил Тедди Свимсу записаться в класс музыкального театра для участия в мюзиклах, а также попробовать себя в хоре. Мать Тедди Свимса возражала против этого, говоря о том, что он с шести лет играет в футбол, но потом смирилась. Отец же, в свою очередь, впоследствии сказал 19-летнему Тедди сконцентрироваться на музыке и бросить всё остальное.
В школе Тедди Свимс пел в мюзиклах, в том числе в «Иосиф и его удивительный плащ снов» Эндрю Ллойд Уэббера и участвовал в постановках произведений Шекспира. В то же время он учился петь, просматривая ролики любимых певцов и нескольких преподавателей на YouTube, и осваивал фортепиано и укулеле. Свою музыкальную карьеру он начал в группе альтернативного рока WildHeart и постхардкор-группе Eris, а также пел ещё в нескольких группах, исполнявших соул и глэм-метал. Люк Конвей, ставший менеджером музыканта в 2019 году, сказал: «Он пел в восьми разных группах, я не шучу!». Сам музыкант сказал, что «Я готов был петь что угодно, чтобы заработать денег, лишь бы оставить работу официанта в Чивисе». В начале 2019 года Адди Максвелл, друг Тедди Свимса попросил исполнить рэп ("Я подумал: «Ну, я не рэпер, но, конечно, мы могли бы попробовать») поверх несколько своих битов, и с ними дуэт открывал концерты Тайлера Картера в ходе тура по США. Тогда же он начал использовать сценическое имя Тедди Свимс, где Тедди как отсылка к крупному телосложению, а Свимс — от распространённой в интернете аббревиатуры «Кто-то, кто временами не я» (англ. Someone Who Isn't Me Sometimes). Сам певец говорит о выборе псевдонима «Я скажу это так: чем старше я становлюсь, тем дальше я отхожу от того, кем я себя считал — человека, которым я планировал быть пять или десять лет назад. Сегодня я так далек от того, чего, как мне казалось, я хотел, и от того, кем, по моему мнению, я должен был быть или буду, или от того, как я воспринимал себя»
В июне 2019 года Тедди Свимс, в годовщину смерти Майкла Джексона, разместил на YouTube своё первое кавер-исполнение песни Майкла Джексона Rock With You и начал регулярно публиковать каверы песен исполнителей разных жанров, включая Льюиса Капальди , Криса Стэплтона , Эми Уайнхаус, Бонни Райт и HER. Его кавер на песню Шанайи Твен You’re Still the One, опубликованный в октябре 2023 года, стал его самым просматриваемым видео: по состоянию на январь 2024 года его просмотрели 153 миллиона человек; кавер на песню Mario Let Me Love You также перевалил за 100 миллионов просмотров. В июле 2019 года музыкант самостоятельно выпустил свой первый сингл Night Off и во второй половине года ему начали звонить издательства, агенты, и потом предложения сделали «дюжина звукозаписывающих компаний». В декабре 2019 года Тедди Свимс подписал контракт с Warner Records. Компания отрядила в помощь Тедди Свимсу опытных преподавателей, продюсеров и авторов песен, таки как Джон Райан и Джулиан Баннетта, и в течение нескольких лет Тедди Свимс написал сотни новых песен.
Свой дебютный сингл Picky на мейджор-лейбле Тедди Свимс выпустил в январе 2020 года, и в том же месяце отправился в свой первый тур. В течение 2020 года он записал выпустил несколько синглов, как собственного сочинения, так и кавер-версий: в мае Blinding Lights, в июне What’s Going On (гонорары за которые он передал в Фонд правовой защиты и образования NAACP) и в июле You’re Still The One, ранее размещённую на YouTube. В августе 2020 года музыкант выпустил свой следующий сингл Broke, и его дополнительную версию с участием Томаса Ретта в октябре.
В феврале 2021 года Свимс выпустил свой сингл My Bad, который он исполнил на шоу Келли Кларксон. В этом же году был назван журналом Rolling Stone в числе 100 музыкантов 2023 года, которых вам нужно узнать. В марте он выпустил свой сингл Till I Change Your Mind, за которым в апреле последовал сингл Bed On Fire, впоследствии переизданный с участием Ингрид Эндресс. В мае 2021 года Тедди Свимс выпустил свой дебютный семитрековый EP Unlearning, за которым летом последовал тур в поддержку Zac Brown Band. Мини-альбом занял 98-е место в рейтинге Billboard лучших текущих продаж альбомов и добрался до 21 места в Великобритании в UK Official Download Chart. Три месяца спустя музыкант впервые появился в песенном чарте со своим треком Simple Things, который добрался в сентябре 2021 до 14-го места в рейтинге продаж цифровых песен. Затем вышли синглы Please Turn Green и 911. В декабре 2021 года Тедди Свимс выпустил EP-сборник рождественских песен A Very Teddy Christmas.
В январе 2022 года Тедди Свимс выпустил свой второй номерной EP Tough Love, с которым он впервые попал в Billboard 200 на 200 месте. После записи этого альбома последовало сравнительно непродолжительное турне музыканта по Северной Америки и Европе. В июне 2022 года Тедди Свимс вместе с Меган Трейнор записал сингл Bad for Me, который добрался до 15 места в чарте Billboard Adult Pop Airplay. В сотрудничестве с другими музыкантами в 2022 году Тедди Свимс отметился в чарте Hot Dance/Electronic Songs с песнями группы TELYCasy Loveless (44 место) место) и All That Really Matters (13 место), а в январе 2023 года с песней Армина ван Бюрена и Matoma Easy to Love (34 место). В сентябре 2022 года Тедди Свимс совершил семинедельный тур по Великобритании. В ноябре 2022 года был выпущен следующий EP музыканта Sleep Is Exhausting, добравшийся до 31 места в UK Official Download Chart.
В июне 2023 года Тедди Свимс впервые покорил Billboard Hot 100 с синглом Lose Control, песня быстро приобрела популярность, добравшись до 4 места в Billboard Hot 100 и 5 места в UK Singles Chart. Основанная на фортепиано с впечатляющей вокальной партией, эта R&B-поп-баллада подробно описывает отношения, испорченные злоупотреблением психоактивными веществами. Ни одна песня лучше не иллюстрирует созданный музыкантом стиль. В сентябре 2023 года вышел полноценный дебютный альбом музыканта I’ve Tried Everything but Therapy (Part 1) (англ. Я попробовал всё, кроме терапии), который, по словам музыканта полон «грустных песен о расставании». Говоря об альбоме Тедди Свимс сказал, что «Я считаю, что эта пластинка просто отражает взлеты и падения механизмов преодоления трудностей, которые я использую в своей жизни. Когда я придумал название „Я попробовал все, кроме терапии“, я имел в виду, что молодое поколение нашего времени — первое, кто действительно открыто говорит о психическом здоровье и о том, как мы можем справиться с такими проблемами, как депрессия…мой первый шаг к попытке признать, что некоторые вещи находятся вне моего контроля; и что я могу открыто говорить о своей неуверенности и, надеюсь, быть откровенным в своих проблемах».
Критики отмечают в творчестве Тедди Свимса «завораживающий проникновенный голос», «голос, который говорит до глубины души», «мощный вокал» и «выразительные поэтические способности», «плавильный котел стилей».
13 сентября 2024 года выпустил сингл «Bad Dreams».

## Дискография

### Студийные альбомы
| Название                                   | Выходные данные                                                                                                   | Чарты | Чарты | Чарты    | Чарты | Чарты | Чарты | Чарты |
| Название                                   | Выходные данные                                                                                                   | US    | AUS   | BEL (FL) | CAN   | NLD   | NZ    | UK    |
| ------------------------------------------ | --- | ----- | ----- | -------- | ----- | ----- | ----- | ----- |
| I’ve Tried Everything but Therapy (Part 1) | - Выпущен: 15 сентября 2023 года - Компания: Warner - Формат: виниловая пластинка, CD, digital download, стриминг | 17    | 4     | 35       | 15    | 2     | 6     | 21    |

- I’ve Tried Everything but Therapy (Part 2) (2025)

### EP
| Название               | Выходные данные                                                                                                  | Чарты | Чарты    |
| Название               | Выходные данные                                                                                                  | US    | UK Down. |
| ---------------------- | --- | ----- | -------- |
| Unlearning             | - Выпущен: 21 мая 2021 года - Компания: Warner - Формат: CD, digital download, стриминг                          | —     | 41       |
| A Very Teddy Christmas | - Выпущен: 15 октября 2021 года - Компания: Warner - Формат: виниловая пластинка, CD, digital download, стриминг | —     | —        |
| Tough Love             | - Выпущен: 21 января 2022 года - Компания: Warner - Формат: CD, digital download, стриминг                       | 200   | 20       |
| Sleep Is Exhausting    | - Выпущен: 4 января 2023 года - Компания: Warner - Формат: CD, digital download, стриминг                        | —     | 31       |

### Синглы

#### Как самостоятельный исполнитель
| Название                                                           | Год  | Чарты | Чарты    | Чарты | Чарты    | Чарты | Чарты | Чарты | Чарты | Чарты | Альбом                                     |
| Название                                                           | Год  | US    | US Adult | AUS   | BEL (FL) | CAN   | NLD   | NZ    | UK    | WW    | Альбом                                     |
| ------------------------------------------------------------------ | ---- | ----- | -------- | ----- | -------- | ----- | ----- | ----- | ----- | ----- | ------------------------------------------ |
| «Someone You Loved»                                                | 2019 | —     | —        | —     | —        | —     | —     | —     | —     | —     | Неальбомный сингл                          |
| «Rivers»                                                           | 2019 | —     | —        | —     | —        | —     | —     | —     | —     | —     | Неальбомный сингл                          |
| «Night Off»                                                        | 2019 | —     | —        | —     | —        | —     | —     | —     | —     | —     | Неальбомный сингл                          |
| «I Can’t Make You Love Me»                                         | 2019 | —     | —        | —     | —        | —     | —     | —     | —     | —     | Неальбомный сингл                          |
| «Picky»                                                            | 2020 | —     | —        | —     | —        | —     | —     | —     | —     | —     | Неальбомный сингл                          |
| «Blinding Lights»                                                  | 2020 | —     | —        | —     | —        | —     | —     | —     | —     | —     | Неальбомный сингл                          |
| «What’s Going On»                                                  | 2020 | —     | —        | —     | —        | —     | —     | —     | —     | —     | Неальбомный сингл                          |
| «You’re Still the One»                                             | 2020 | —     | —        | —     | —        | —     | —     | —     | —     | —     | Неальбомный сингл                          |
| «Broke»                                                            | 2020 | —     | —        | —     | —        | —     | —     | —     | —     | —     | Unlearning                                 |
| «Please Come Home for Christmas»                                   | 2020 | —     | —        | —     | —        | —     | —     | —     | —     | —     | A Very Teddy Christmas                     |
| «Silent Night»                                                     | 2020 | —     | —        | —     | —        | —     | —     | —     | —     | —     | A Very Teddy Christmas                     |
| «My Bad»                                                           | 2021 | —     | —        | —     | —        | —     | —     | —     | —     | —     | Неальбомный сингл                          |
| «Till I Change Your Mind»                                          | 2021 | —     | —        | —     | —        | —     | —     | —     | —     | —     | Unlearning                                 |
| «Bed on Fire»                                                      | 2021 | —     | —        | —     | —        | —     | —     | —     | —     | —     | Unlearning                                 |
| «Simple Things»                                                    | 2021 | —     | —        | —     | —        | —     | —     | —     | —     | —     | Tough Love                                 |
| «Please Turn Green»                                                | 2021 | —     | —        | —     | —        | —     | —     | —     | —     | —     | Tough Love                                 |
| «911»                                                              | 2022 | —     | —        | —     | —        | —     | —     | —     | —     | —     | Tough Love                                 |
| «Amazing» (струнная версия)                                        | 2022 | —     | —        | —     | —        | —     | —     | —     | —     | —     | Неальбомный сингл                          |
| «Loveless» (с Telykast)                                            | 2022 | —     | —        | —     | —        | —     | —     | —     | —     | —     | Неальбомный сингл                          |
| «Dose»                                                             | 2022 | —     | —        | —     | —        | —     | —     | —     | —     | —     | Sleep Is Exhausting                        |
| «2 Moods»                                                          | 2022 | —     | —        | —     | —        | —     | —     | —     | —     | —     | Sleep Is Exhausting                        |
| «All That Really Matters» (с Illenium)                             | 2022 | —     | —        | —     | —        | —     | —     | —     | —     | —     | Illenium                                   |
| «Don't Stop Believin'»                                             | 2022 | —     | —        | —     | —        | —     | —     | —     | —     | —     | Неальбомный сингл                          |
| «Someone Who Loved You»                                            | 2022 | —     | —        | —     | —        | —     | —     | —     | —     | —     | Sleep Is Exhausting                        |
| «Devil in a Dress»                                                 | 2022 | —     | —        | —     | —        | —     | —     | —     | —     | —     | Sleep Is Exhausting                        |
| «What More Can I Say»                                              | 2023 | —     | —        | —     | —        | —     | —     | —     | —     | —     | I’ve Tried Everything but Therapy (Part 1) |
| «Lose Control»                                                     | 2023 | 1     | 1        | 4     | 1        | 2     | 3     | 3     | 2     | 4     | I’ve Tried Everything but Therapy (Part 1) |
| «Some Things I’ll Never Know» (с Maren Morris)                     | 2023 | —     | —        | —     | —        | —     | —     | —     | —     | —     | Неальбомный сингл                          |
| «The Door»                                                         | 2024 | 24    | 5        | 30    | 6        | 21    | 22    | 18    | 5     | 31    | I’ve Tried Everything but Therapy (Part 1) |
| «Funeral»                                                          | 2024 | —     | —        | —     | —        | —     | —     | —     | —     | —     | C24 Mixtape                                |
| «Dirty» (с Jessie Murph)                                           | 2024 | 79    | —        | —     | —        | 92    | —     | —     | —     | —     | That Ain't No Man That's the Devil         |
| «Bad Dreams»                                                       | 2024 | 72    | 25       | 43    | 4        | 53    | 5     | 28    | 6     | 39    | I've Tried Everything but Therapy (Part 2) |
| «—» прочерк означает что сингл не попал в чарты на этой территории |      |       |          |       |          |       |       |       |       |       |                                            |

#### Как приглашённый музыкант
| Название                                                       | Год  | Альбом            |
| -------------------------------------------------------------- | ---- | ----------------- |
| «Elephant in the Room» (Митчелл Тенпенни с Тедди Свимсом)      | 2022 | This Is the Heavy |
| «Free Them» (One Ok Rock с Тедди Свимсом)                      | 2022 | Luxury Disease    |
| «Bad for Me» (Меган Трейнор с Тедди Свимсом)                   | 2022 | Takin' It Back    |
| «Better» (MK & Burns с Тедди Свимсом)                          | 2022 | Неальбомный сингл |
| «New Religion» (All Time Low с Тедди Свимсом)                  | 2023 | Tell Me I’m Alive |
| «Easy to Love» (с Армином Ван Бюреном и Matoma)                | 2023 | Feel Again        |
| «Face Myself» (с Элли Дуэ)                                     | 2023 | Неальбомный сингл |
| «Happy People» (X Ambassadors с Тедди Свимсом и Джеком Россом) | 2023 | Неальбомный сингл |